# Acanthacris ruficornis
Acanthacris ruficornis är en insektsart som först beskrevs av Fabricius 1787.  Acanthacris ruficornis ingår i släktet Acanthacris och familjen gräshoppor.

## Underarter
Arten delas in i följande underarter:
- A. r. ruficornis
- A. r. citrina

## Bildgalleri

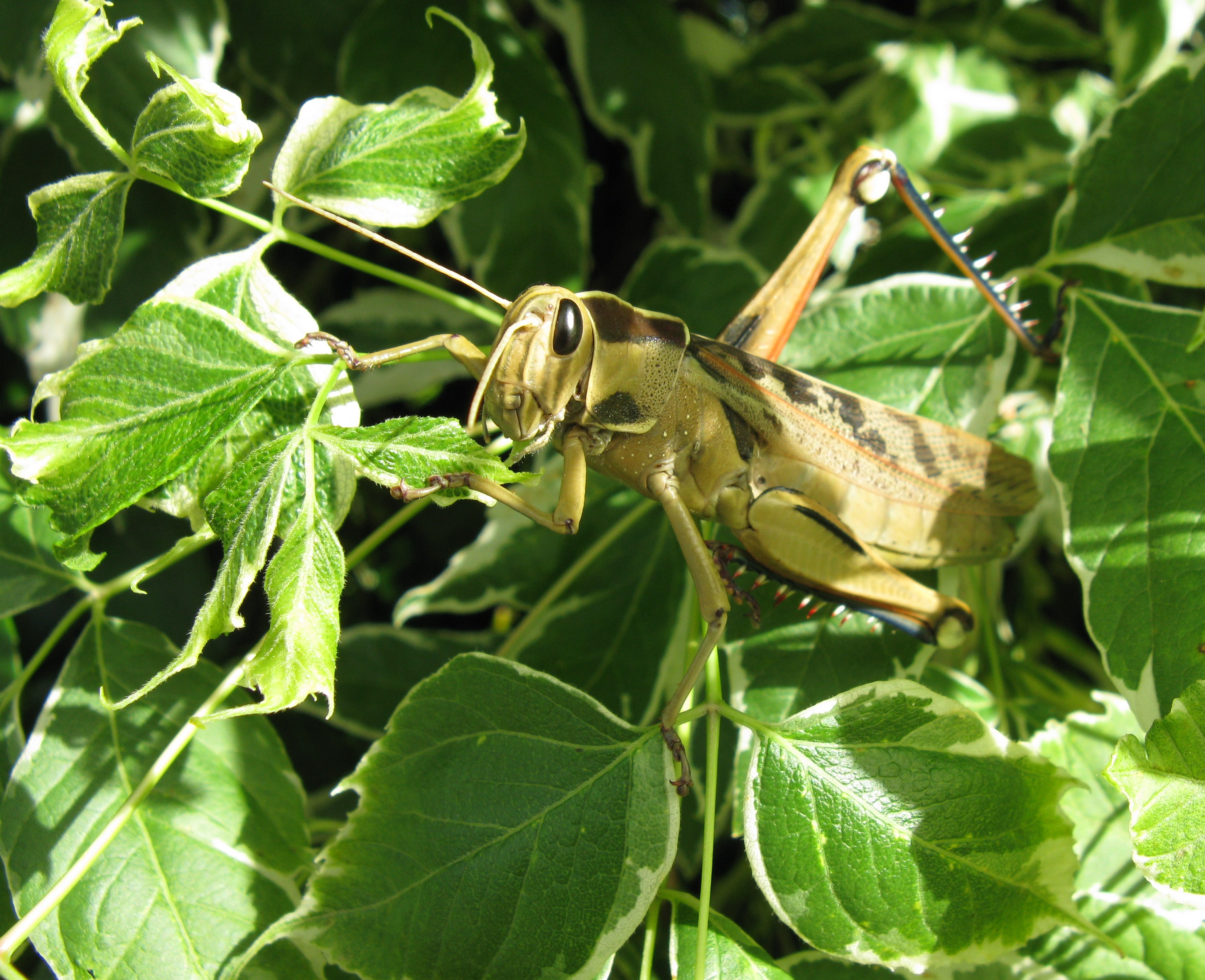
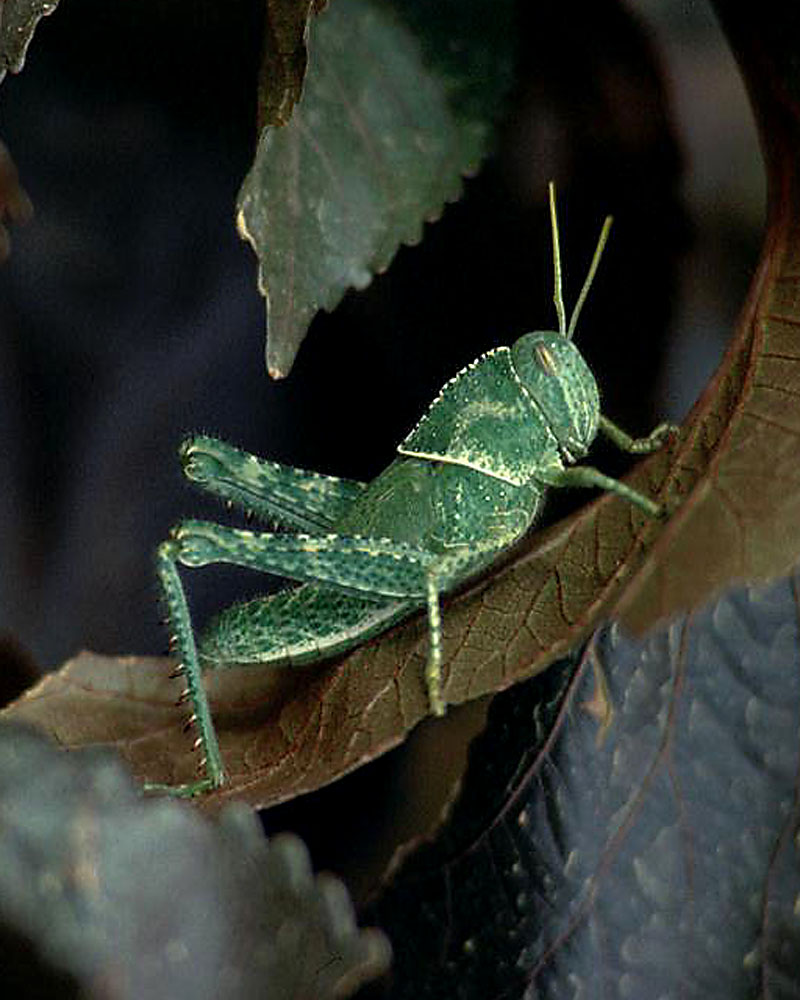
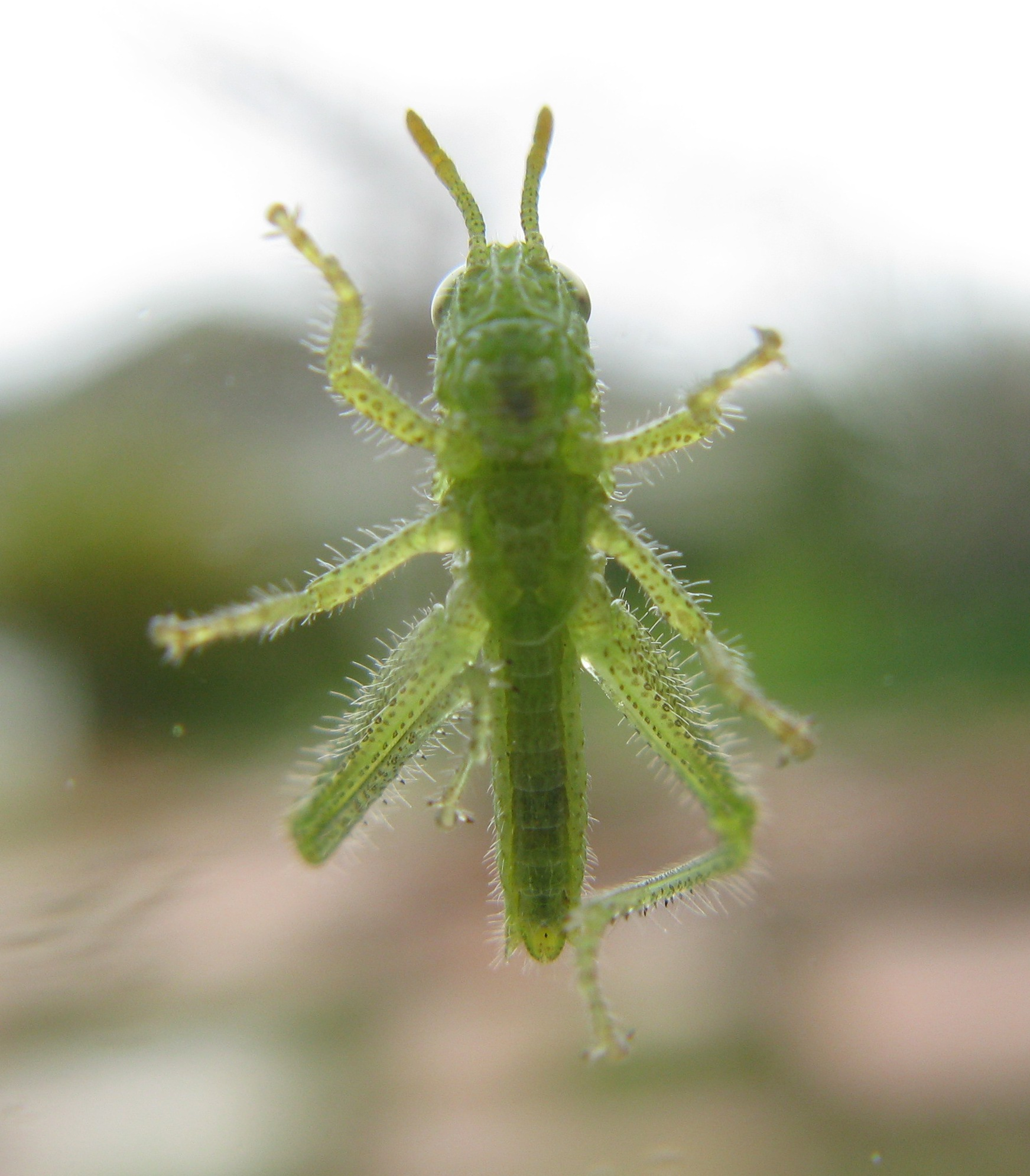
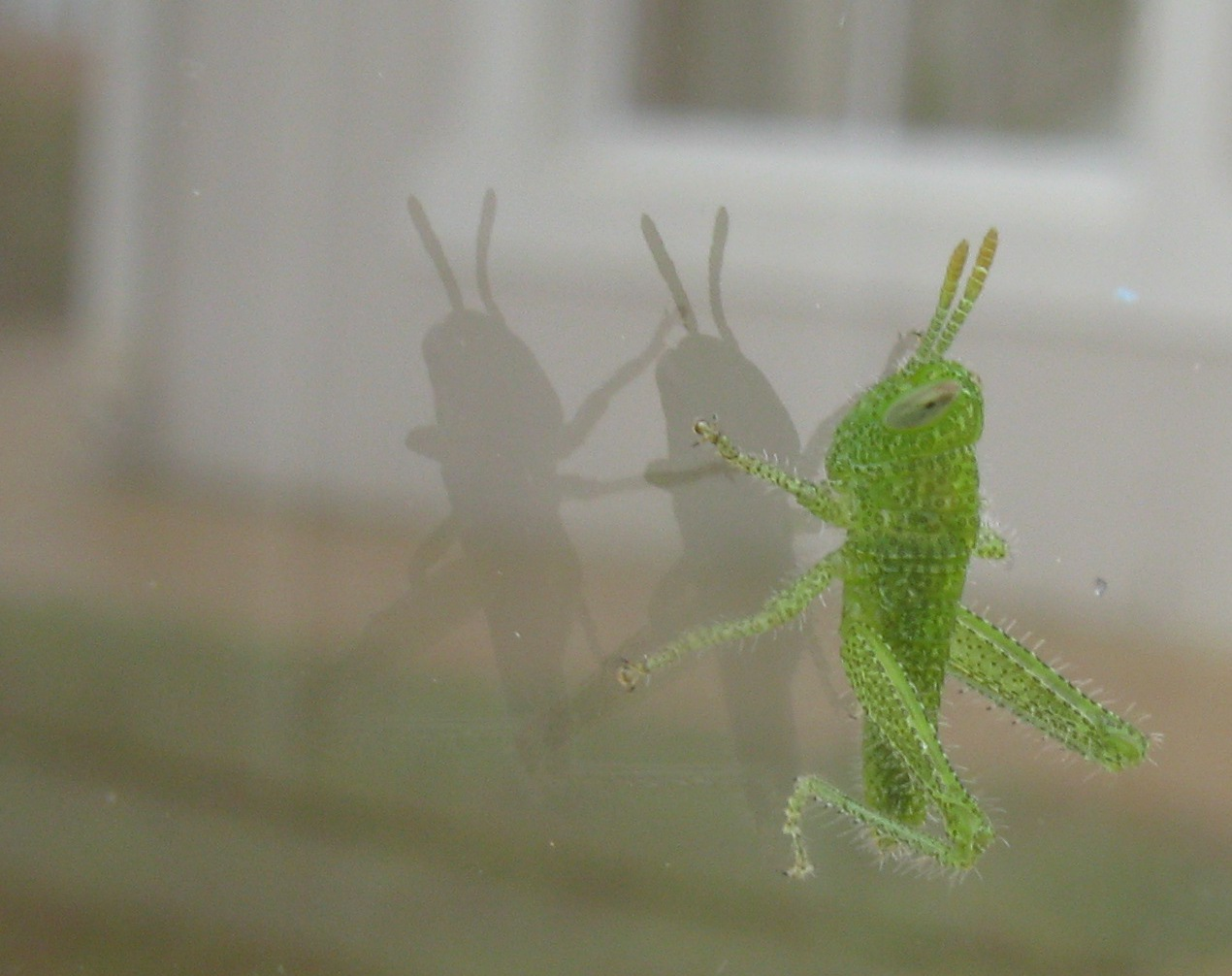
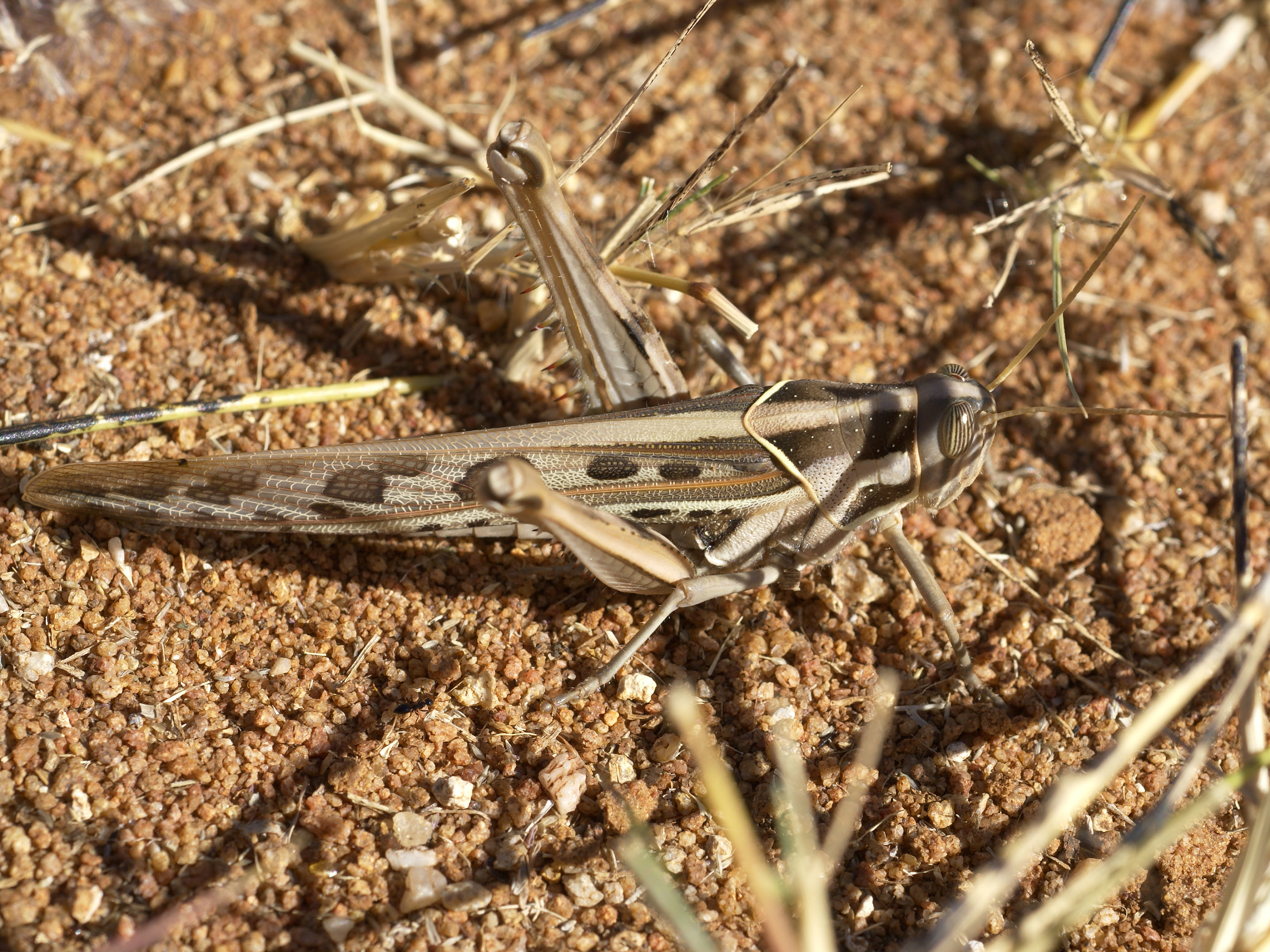